# Vesa Nupponen
Vesa Nupponen jest aktualnie gitarzystą w dwóch, fińskich grupach muzycznych; Excalion oraz Hittiorkesteri Aimo. Jego ulubionymi zespołami są: Symphony X, Porcupine Tree, Spock’s Beard, Ayreon, Nevermore oraz Pajulan Pojat, a wykonawcami między innymi: Steve Vai, Greg Howe (gitarzyści), Russel Allen, Tobias Sammett (wokaliści) oraz Jari Kainulainen i Viktor Wooten (basiści).

## Życiorys
Swą pierwszą gitarę Nupponen dostał mając 12 lat. Od dziecka wsłuchiwał się w utwory takich zespołów jak Deep Purple czy Metallica. Mając piętnaście lat muzyk zobaczył w telewizji Yngwie Malmsteena, którego muzykę uznał za bardzo interesującą i od razy postanowił kupić wszystkie jego albumy, a także nauczyć się grać jego utwory. Nupponen zawsze był samoukiem, następnymi wykonawcami, których muzyka go zafascynowała byli między innymi: Marty Friedman i Nuno Bettencourt. W 2005 roku przeglądając internet trafił na stronę Excalionu, gdzie znalazł informację o tym, że zespół potrzebuje gitarzysty. Postanowił zgłosić się na to miejsce i dwa lata później nagrał z tą grupą album Waterlines.